# Кузнецов, Павел Григорьевич
Павел Григорьевич Кузнецов (24 декабря 1901 года, деревня Лелюхино, Белёвский уезд, Тульская губерния, ныне Арсеньевский район, Тульская область — 18 мая 1982 года, Москва) — советский военный деятель, генерал-лейтенант (13 сентября 1944 года).

## Начальная биография
Павел Григорьевич Кузнецов родился 24 декабря 1901 года в деревне Лелюхино Белёвского уезда Тульской губернии ныне Арсеньевского района Тульской области.

## Военная служба

### Гражданская война
В марте 1920 года был призван в ряды РККА, после чего служил красноармейцем в составе 30-го и 1-го запасных стрелковых полков (Московский военный округ). В ноябре того года был направлен на учёбу в 8-ю Петроградскую пехотную школу (Ленинградский военный округ), после окончания которой в сентябре 1922 года был назначен на должность командира отделения этой же школы.

### Межвоенное время
В сентябре 1923 года был назначен на должность командира отделения отдельного радиобатальона Западного фронта, а в июле 1924 года был направлен в 109-й стрелковый полк (37-я стрелковая дивизия, Западный военный округ), где служил на должностях командира взвода, помощника командира и командира роты. Член ВКП(б) с 1928 года.
В апреле 1930 года был направлен на учёбу в Военную академию имени М. В. Фрунзе, после окончания которой в мае 1933 года был назначен на должность помощника начальника 1-й части штаба 58-й стрелковой дивизии (Украинский военный округ), в феврале 1934 года — на должность начальника штаба 3-го стрелкового полка (Московская Пролетарская стрелковая дивизия, Московский военный округ), а в январе 1938 года — на должность помощника начальника и начальника штаба 10-го стрелкового корпуса.
С мая 1940 года Кузнецов находился в распоряжении отдела специальных заданий Разведывательного управления Генштаба Красной Армии и в апреле 1941 года был назначен на должность командира 26-й стрелковой дивизии (1-я Краснознамённая армия, Дальневосточный фронт).

### Великая Отечественная война
С началом войны находился на прежней должности. В октябре 1941 года дивизия была передислоцирована на запад и включена в состав 11-й армии (Северо-Западный фронт), после чего принимала участие в ходе оборонительных боевых действий на дальних подступах к Ленинграду на новгородском направлении. Дивизия вела оборону на рубеже восточнее города Старая Русса, а затем принимала участие в ходе Демянских наступательных операций в 1942 и в 1943 годах.
22 февраля 1943 года Кузнецов был освобождён от занимаемой должности «как несправившийся с работой» и 23 марта того же года был назначен исполняющим должность заместителя начальника штаба Северо-Западного фронта по ВПУ, а в июле того же года был назначен на должность командира 82-го стрелкового корпуса, который участвовал в ходе боевых действий по завершению освобождения Левобережной Украины в районе восточнее Кременчуга, форсировании Днепра и захвате плацдарма северо-западнее села Мишурин Рог, с октября по декабрь вёл наступательные боевые действия на криворожском направлении. В январе 1944 года корпус был включён в состав 3-го Украинского фронта, после чего принимал участие в боевых действиях в ходе Никопольско-Криворожской, Березнеговато-Снигиревской и Одесской наступательных операций, во время которых корпус форсировал реки Ингулец, Ингул, Южный Буг и Днестр и участвовал в освобождении городов Кривой Рог, Вознесенск и Тирасполь. В августе корпус принимал участие в боевых действиях во время Ясско-Кишиневской наступательной операции и освобождении Болгарии, на территории которой и закончил боевой путь.

### Послевоенная карьера
После окончания войны находился на прежней должности.
После окончания высших академических курсов при Высшей военной академии имени К. Е. Ворошилова в марте 1947 года был назначен на должность заместителя начальника Управления вузов стрелковых войск Министерства Вооружённых Сил СССР.
Генерал-лейтенант Павел Григорьевич Кузнецов в мае 1952 года вышел в запас.
Умер 18 мая 1982 года в Москве. Похоронен на Химкинском кладбище.

## Награды
СССР
- орден Ленина (30.04.1945)
- три ордена Красного Знамени (21.07.1942, 03.11.1944, 15.11.1950)
- орден Суворова 2-й степени (22.02.1944)
- орден Кутузова 2-й степени (19.03.1944)
- орден Богдана Хмельницкого 2-й степени (13.09.1944)
- медали;
- знак «50 лет пребывания в КПСС»

Приказы (благодарности) Верховного Главнокомандующего в которых отмечен Кузнецов П. Г.
- За овладение городом и крупным железнодорожным узлом Апостолово, западнее Никополя, железнодорожной станцией Марганец, восточнее Никополя, занятие более 250 других населенных пунктов и выход к нижнему Днепру, недалеко от города Никополь. 6 февраля 1944 года № 70.
- За овладение штурмом городом Кривой Рог и районом криворожских рудников — крупным промышленным центром Украины и важным опорным пунктом обороны немцев. 22 февраля 1944 года № 76.
- За овладение городом и крупным железнодорожным узлом Раздельная — важным опорным пунктом обороны немцев на подступах к Одессе. 5 апреля 1944 года № 100.

Других стран
- орден Тудора Владимиреску 2-й степени (24.10.1969, Румыния)[3]
- медаль «25 лет освобождения Румынии» (03.11.1969, Румыния)[3]
- орден «Святой Александр» 3-й степени (Болгария)[4]
- медаль «25 лет Болгарской народной армии» (18.09.1969, Болгария)[4]
- орден Облаков и Знамени 4-й степени (Китай)[5]